# Борзенков Дмитро Семенович
Борзенков Дмитро Семенович (нар. 1777, Охтирка, Слобідсько-Українська губернія — пом. 1830) — філолог, перекладач; професор російської словесності.

## Біографія
Народився в сім'ї священика міста Охтирки (зараз Сумська область).
З 1789 по 1804 рік навчався в Харківському колегіумі, в 1808 році закінчив Харківський університет зі ступенем кандидата. Працював учителем філософії, російської словесності і політичної економії в Воронезької гімназії. З 1811 року- лектор російської словесності в Харківському університеті. З 1813 року працював в університетській бібліотеці- помічник бібліотекаря. В 1815 році затверджений у званні ад'юнкта російської словесності, з 1819 року — екстраординарний професор, з 1826 — ординарний професор. В 1827—1828 роках — декан словесного факультету.
Через рекомендації Ради університету працював над розробкою інструкцій для бібліотеки.
Брав участь в роботі «Общества наук» Харківського університету. Особисті праці друкувалися в «Трудах» Общества, «Украинском вестнике» та інших харківських журналах. Серед робот — переклади з латинської мови (дисертація професора І. Є. Шада «О существенном достоинстве философии», два листа Саллюстія до Цезаря про управління Республікою) та німецького («Об улучшении способа учения в гимназиях» и «О преимуществе и силе истинного и современного просвещения» профессора Х. Ф. Роммеля.

## Головні праці
- Борзенков Д. С. Мнение о сочинениях Нахимова // Укр. вест. — 1816. — № 1.[2]
- Борзенков Д. С.// Нахимов А. Н. Сочинения Акима Нахимова, в стихах и прозе, : напечатанныя по смерти его. — 3-е изд., доп. — М.: в тип. С.Селивановскаго, 1822. — С. (Перед текстом).[2]
- Борзенков Д. С. Начертание правил российскаго правописания. — 3-е изд. — Харьков: в Унив. тип., 1823. — 31+1 с.[2]
- Борзенков Д. С. Примечания // Маслович В. Г. Память о харьковском стихотворце Акиме Николаевиче Нахимове. — СПб. : В тип. Н.Греча, 1818. — С. 69-72.[2]

переклади:
- Богуш С. С. Происхождение языков Сарматского и Славянского от Мидского, и о сходстве оных с языком Санскритским / пер. Д.Борзенков // Тр. / О-во наук, состоящее при Императорском Харьковском университете. — Харьков, 1817. — Т. 1, Ч. 2. — С. 32—39.